# Szürke szíbia
A szürke szíbia (Heterophasia gracilis) a madarak osztályának verébalakúak (Passeriformes) rendjébe és a Leiothrichidae családjába tartozó faj.
A magyar neve forrással nincs megerősítve.

## Rendszerezés
A fajt John McClelland angol orvos és ornitológus írta le 1840-ben, a Hypsipetes nembe Hypsipetes gracilis néven.

## Előfordulása
Dél- és Délkelet-Ázsiában, Kína, India és Mianmar területén honos. Természetes élőhelyei a szubtrópusi vagy trópusi síkvidéki és hegyi esőerdők, valamint lombhullató erdők. Állandó, nem vonul faj.

## Megjelenése
Testhossza 22,5–24,5 centiméter, testtömege 34–42 gramm.

## Életmódja
Rovarokkal, bogyókkal és kisebb gyümölcsökkel táplálkozik.

## Természetvédelmi helyzete
Az elterjedési területe nem nagy, egyedszáma pedig ismeretlen. A Természetvédelmi Világszövetség Vörös listáján nem fenyegetett fajként szerepel.